# Kulturfonden för Sverige och Finland
Kulturfonden för Sverige och Finland (fi. Suomalais-ruotsalainen kulttuurirahasto) grundades 1960 av Finlands och Sveriges regeringar. Det är en mellanstatlig fond vars verksamhet bedrivs på avkastningen av fondkapitalet. I Finland sker kapitalförvaltningen i en särskild placeringsnämnd och i Sverige av Kammarkollegiet som är en myndighet under finansdepartementet.
Kapitalet har sin bakgrund i nedsättningen av finska statens räntebetalningar på svenska statskrediter till Finland under andra världskriget.

## Organisation
Fonden har säte i både Helsingfors och Stockholm. Det är inte en stiftelse i någotdera av länderna, utan en juridisk person sui generis (i sitt eget slag).
Styrelsen består av tre ledamöter från Finland och tre från Sverige, vilka utses av respektive lands regeringar. Till varje ledamot utses även en suppleant. Uppdraget som ordförande och viceordförande alternerar årligen mellan länderna.
En del av verksamheten har styrelsen delegerat till nationella utskott som består av ledamöterna i respektive land. Till utskotten finns mindre sekretariat. Ett ligger på Hanaholmens kulturcentrum i Esbo, och ett sekretariat ligger i Stockholm.

## Verksamhet
Fonden skall främja de kulturella förbindelserna mellan Finland och Sverige genom att öka kännedomen om och kontakten mellan de båda länderna. Det sker dels genom att utdela bidrag och stipendier, dels att initiera och finansiera strategiska seminarier, nätverksprogram och projekt.
En stor del av verksamheten sker i samverkan med Hanaholmen – kulturcentrum för Sverige och Finland som fonden är huvudman för. Centret invigdes 1975 som en gengåva av finländska staten för Sveriges efterskänkande av skulder från krigstiden på 1940-talet.
Fonden också stiftande medlem i Finlands kulturinstitut i Sverige, mera känt som Finlandsinstitutet i Stockholm.